# 新邦

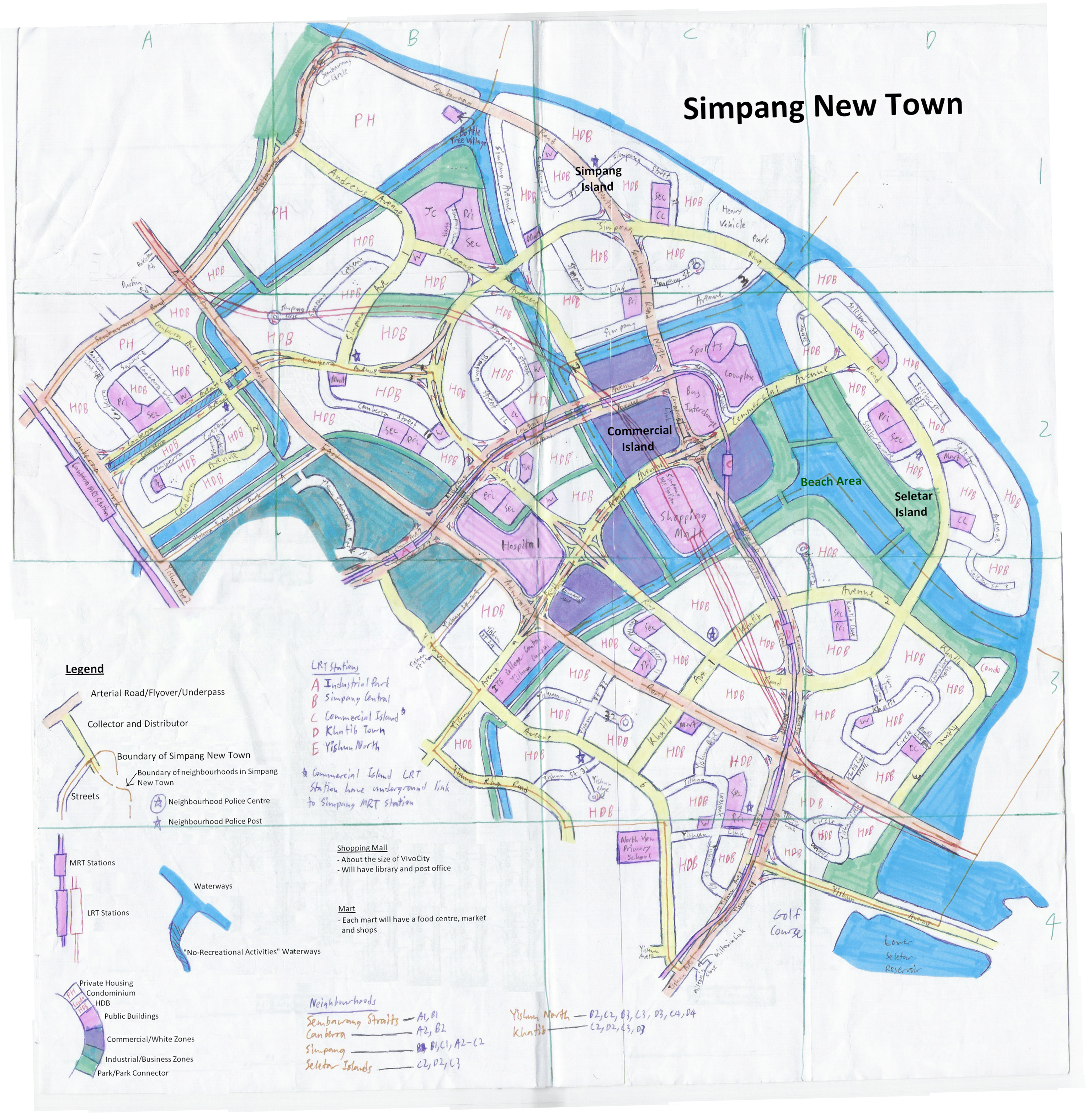
“新邦新镇”计划手绘地图

新邦（英語：Simpang）是新加坡北部的一个规划区，位于义顺以北，三巴旺以东南，實里達以西北；东北边隔着新加坡海峡，与马来西亚相望。实里达岛属于新邦规划区。
新邦目前是一片沼泽地带，自1996年开发“新邦新镇”的计划被否决后，新加坡武装部队就将其用作训练场。最初于1993年的规划中，该区计划建造20,000个低密度的住房单位。当局近年有计划将新邦改造成高密度住宅区。

## 地理
新邦区内的实里达岛面积为38.5公顷。该岛位于一个海湾内，有几条溪流流入，包括新加坡本岛唯一的温泉水流。

## 设施
新邦设有新加坡武装部队新邦军训区，为军事禁区。

### 交通
2019年3月，交通部曾表示考虑于未来修建一条衔接新加坡北部和东部的地铁线，作为东北地铁线的延伸。有分析师建议在新邦建设地铁站。

## 事件

### 误闯军训区
2021年9月，当地警方接获报案，指在新邦军训区内出现可疑人物。警方随即到现场了解情况，发现是一对情侣误闯军事禁区。